# Raymond V de Toulouse
Pour les articles homonymes, voir Raymond.
 (mai 2010).
Si vous disposez d'ouvrages ou d'articles de référence ou si vous connaissez des sites web de qualité traitant du thème abordé ici, merci de compléter l'article en donnant les références utiles à sa vérifiabilité et en les liant à la section « Notes et références ».
Raymond V (VII) (né en 1134 - mort en décembre 1194 à Nîmes) est un comte de Toulouse, de Saint-Gilles, duc de Narbonne, marquis de Gothie et de Provence de 1148 à 1194. Il est le fils d'Alphonse Jourdain, comte de Toulouse, et de Faydive d’Uzès.
Après son oncle Bertrand et son père Alphonse Jourdain, qui avaient laissé une principauté affaiblie, il transmet à son fils Raymond VI un comté reconstitué, mais économiquement affaibli par les guerres continuelles de son règne. Surtout, les progrès du catharisme font peser une menace qui mène le comté de Toulouse à l’annexion au cours du siècle suivant.

## Biographie

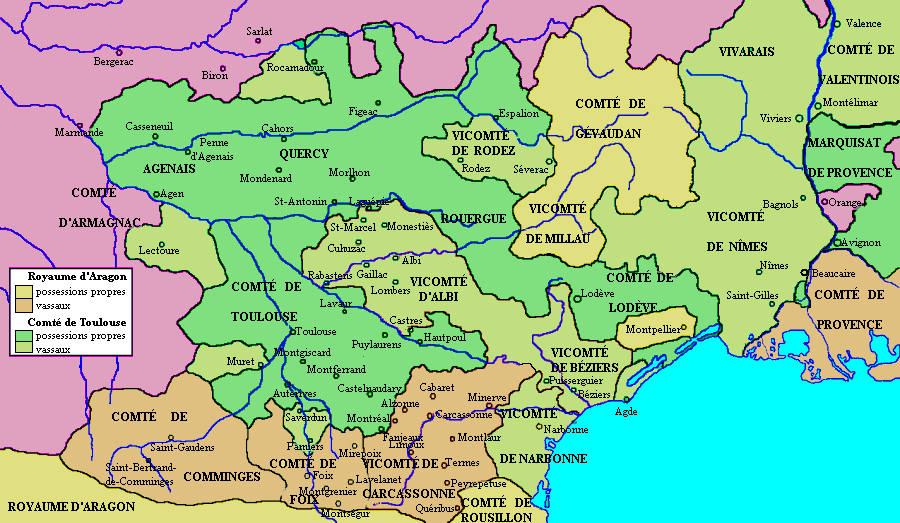
Le Midi en 1209, quinze ans après la mort de Raymond V.

### Jeunesse
Raymond est le fils aîné d'Alphonse Jourdain et de Faydive, fille du seigneur d'Uzès.
Le 15 octobre 1141, il signe une charte de donation faite par Silvion II de Clérieu, sa femme Mételine et son fils du même nom, à la commanderie de Richerenches. Elle est signée aussi par Rostaing de Sabran qui devait être son mentor dans la région car il signe avant Raymond de Toulouse qui n'a alors que 7 ans. C'est la première mention du futur Raymond V de Toulouse dans cette partie des états de son père.
Il n'a que quatorze ans lorsque son père décide de repartir en Terre sainte lors de la Deuxième croisade en 1148, accompagnant le roi de France Louis VII quoique prenant une route différente. Le comté de Toulouse échoit à Raymond.

### Lutte contre les Trencavel
Raymond V doit contenir ses vassaux de la famille Trencavel, le vicomte d'Albi et de Carcassonne Roger Ier Trencavel, et son frère le vicomte de Béziers Raymond Ier Trencavel. Raymond V se rend à Béziers afin de recevoir l'hommage de Raymond Ier Trencavel en mai 1149. Mais celui-ci, après avoir récupéré les vicomtés de son frère en 1150, préfère garder ses distances avec le comte de Toulouse. Il se tourne vers le comte de Barcelone et prête en 1150 hommage à Raimond-Bérenger IV. L'année suivante, il s'allie avec d'autres vassaux du comte de Toulouse, la vicomtesse de Narbonne Ermengarde et le comte de Foix Roger-Bernard Ier, auquel il donne une de ses sœurs en mariage.
La chance tourne d'abord en faveur de Raymond V : le 10 janvier 1153, il capture Raymond Ier Trencavel et plusieurs de ses vassaux, tels que le seigneur de Montpellier, Guilhem VII, alors qu'ils mènent une razzia dans le comté de Toulouse. Ils sont, semble-t-il, capturés par des habitants de Toulouse : en contrepartie, Raymond V cède certains droits aux habitants de la ville. Ils ne sont libérés contre une rançon de trois mille marcs d’argent qu'en juin 1155.

### Lutte contre Henri d'Angleterre et Aliénor d'Aquitaine
Au retour de la Deuxième croisade, le roi Louis VII se sépare de son épouse Aliénor, duchesse d’Aquitaine et comtesse de Poitiers. Celle-ci se remarie huit semaines plus tard, le 18 mai 1152, avec Henri Plantagenêt, duc de Normandie, comte d’Anjou, du Maine et de Tours et, deux ans plus tard, roi d’Angleterre. Aliénor possède des droits sur le comté de Toulouse. Henri II Plantagenêt reprend à son compte ses prétentions et s’allie avec Raymond-Bérenger IV, prince consort d’Aragon et comte de Barcelone. Leur coalition rallie plusieurs seigneurs méridionaux, tels que Raymond Ier Trencavel et Ermengarde de Narbonne.
Pour contrebalancer cette menace, Raymond V épouse en 1154 Constance de France, sœur du roi Louis VII. Elle est bien accueillie par la population toulousaine. En 1155, de retour d'un pèlerinage à Saint-Jacques-de-Compostelle, Louis VII rencontre Raymond V et traverse le comté de Toulouse avec lui avant de rentrer à Paris. De plus, il gagne le soutien de la comtesse de Melgueil, Béatrice, et de son époux, Bernard V Pelet, qui sont capables d'attaquer les territoires du comte de Provence et du vicomte de Béziers.
En 1159, Henri II attaque le comté de Toulouse. Il s'empare de Cahors, Verdun-sur-Garonne, Castelnau-d'Estrétefonds et arrive en août seulement devant Toulouse. Mais la ville est fortement défendue par Louis VII, qui a précédé Henri II et rendu Toulouse inexpugnable. Après un siège de trois mois, le roi d’Angleterre est obligé de renoncer. À la raison qu'il est forcé de respecter ses engagements féodaux envers le roi Louis VII, auquel il prête hommage pour la Normandie, il lève le siège,.
La guerre reprend en 1162 et dure deux ans sans résultats notables, puis la paix est conclue. Au mois de juin 1163 déjà, c'est avec son rival Trencavel, Raymond Ier, qu'il conclut la paix par l'intermédiaire de Louis VII : il lui rend la rançon qu'il lui avait exigée en 1153 contre sa fidélité.

### Prétentions en Provence
Depuis le partage de la Provence en comté et marquisat, les comtes de Toulouse, marquis de Provence, s'opposent aux comtes de Barcelone et de Provence. Raymond V renforce sa position dans la région en mariant son fils cadet, Albéric Taillefer, avec Béatrice d'Albon, dauphine de Viennois. En 1155, il prête son soutien à Hugues II, seigneur des Baux, qui se révolte contre le comte de Provence Raimond-Bérenger II. Mais celui-ci vient l'assiéger et le soumet dès 1156. À la fin de cette année, le comte de Toulouse, de concert avec l'archevêque d'Arles Raimond de Montredon et la vicomtesse Ermengarde de Narbonne, négocie la soumission de la famille des Baux aux comtes de Barcelone et de Provence.
En 1160, à la suite d'un conflit avec Bérenger de Mornas, évêque de Vaison, Raymond V s'empare de Vaison-la-Romaine et l'incendie complètement.
La Provence relevant du Saint-Empire, Raymond V cherche aussi à se rallier l'empereur Frédéric Ier Barberousse. En 1161 se tient un concile à Toulouse, afin de choisir qui de Victor IV ou d'Alexandre III doit être pape. La majorité des évêques et des cardinaux, suivis de Louis VII et Henri II, choisit Alexandre III, tandis que Frédéric Ier, soutenu par Raymond V, penche pour Victor IV. Dans un contexte de paix conclue avec les Trencavel et Henri II, Raymond V cherche à s'entendre avec le comte de Barcelone, Raimond-Bérenger IV de Barcelone, et son protégé le comte de Provence, Raimond-Bérenger II.
Mais en 1166, Raimond-Bérenger II est tué au siège de Nice. Raymond V s'est alors séparé de Constance, qui est repartie dans les Etats de son frère en 1165. Raymond V se rend en Provence et, après avoir fait prononcer son divorce par Victor IV, il aurait épousé la veuve de Raimond-Bérenger II, Richilde de Pologne, tout en fiançant la fille de Raimond-Bérenger II, Douce II, avec son propre fils Raymond. Le jeune comte de Barcelone, Alphonse II ne l’entend pas ainsi. En 1167, il décide de récupérer l'héritage de sa cousine, Douce II, et engage la guerre en Provence contre Raymond. Il trouve le soutien de Raymond Ier Trencavel, d'Ermengarde de Narbonne et d'Hugues II des Baux. Raymond V obtient quant à lui le soutien intéressé des Génois. Raymond V doit finalement renoncer à ses prétentions provençales, refusant l’alliance génoise devenue économiquement trop encombrante.
En revanche, Raymond V obtient un succès dans le comté de Melgueil. En 1172, il donne sa fille, Adélaïde, au vicomte de Béziers, Carcassonne et Albi, Roger II Trencavel, afin d'en éloigner la menace. Il marie ensuite son fils, Raymond, à Ermessinde, la fille de la comtesse de Melgueil, Béatrice. Après s'être débarrassé du fils de Béatrice et frère d'Ermessinde, Bertrand Ier, il récupère le comté en 1174.

### Consolidation du pouvoir comtal
Le roi Henri II forme en 1173 une nouvelle alliance, composée d’Alphonse II d’Aragon et de son fils Richard Cœur de Lion, à qui il a confié le duché d’Aquitaine. Raymond V, qui a répudié Constance, ne peut plus compter sur Louis VII. En 1173, il soutient la révolte de Richard Cœur de Lion, duc d'Aquitaine, contre son père. Lorsque Raymond V rencontre Henri II à Limoges, à la fin de l'année 1173, il obtient la paix et, en échange, se reconnaît son vassal et homme lige. En décembre 1174, il retrouve le comte de Barcelone et roi d'Aragon à Montpellier, et fait la paix avec lui.
Il peut alors se tourner vers les affaires intérieures du comté, afin de réassoir son autorité. En 1175, il soumet le vicomte de Bruniquel. En 1177, il fait face à l'alliance du vicomte de Nîmes et d’Agde, Bernard Aton VI, du vicomte de Béziers et de Carcassonne, Roger II et du seigneur de Montpellier, Guilhem VIII. Afin de se débarrasser d'eux, Raymond V dénonce à l’abbé de Cîteaux les progrès du catharisme, fermement condamné par l'Eglise, et le soutien qu'apporte Roger II Trencavel aux cathares et lui demande de l’aide pour combattre l’hérésie. En 1178, le vicomte Trencavel est excommunié tandis que le légat du pape, Pierre de Pavie vient combattre l'hérésie dans la ville de Toulouse et y organise un concile. Il obtient la pénitence de quelques cathares, tels Pierre Maurand, mais les plus importants sont cachés. La ville de Lavaur, connue aussi pour abriter des cathares, est prise en 1181 et les cathares qui s’y trouvent doivent abjurer.

#### La lutte contre Pons de Toulouse (1171-1186)
À partir de 1171, Pons de Toulouse, descendant des derniers vicomtes de toulousain Bruniquel tente de récupérer cet héritage. Il prend le titre vicomtal, et intervient dans des terres proches de Bruniquel, éloignées de ses possessions personnelles principales. En 1173, on le voit s'intituler "Pons de Toulouse, vicomte, fils de Guillaume de Toulouse de Monclar" (Monclar se trouvant à moins de 15 kilomètres de Bruniquel). En 1176, il se présente comme Pons de Bruniquel directement.
Cependant, à partir de 1177, le comte de Toulouse reprend la main. Raymond V s'arrange pour que le beau-frère de Pons, Armand de Montpezat, ne le soutienne pas. Nommant simplement son adversaire "Pons de Toulouse", on voit des représentants du comte à Bruniquel à partir de 1180. Enfin, en 1186, Raymond s'intitule "comte de Bruniquel" dans une charte. Cette victoire du comte de Toulouse illustre l'importance sur cette période de la transmission des noms, titres et toponymes qui y sont associés, qui portent en eux le pouvoir des personnages concernés.

### Reprise des combats avecHenriII
En 1181, Henri II et Alphonse II se retrouvent contre Raymond V, avec l'appui du frère d'Alphonse II, le comte de Provence Raimond-Bérenger III, et des Trencavel. Raymond V contre-attaque : le 5 avril 1181, Raimond-Bérenger III est tué près de Montpellier par un fidèle de Raymond V, Adhémar de Murveil. Enfin, Raymond V apporte son soutien à Sanche d'Aragon, entré en lutte contre son frère Alphonse II.
Au mois d'avril 1185, Henri II et Alphonse II se retrouvent à Najac pour conforter leur alliance. Ils sont suivis par Roger II Trencavel, qui prête encore hommage à Alphonse II. En 1185, il obtient un nouveau traité de paix avec Alphonse II.
La lutte continue cependant contre Henri II et ses fils. En 1186, Richard Cœur de Lion met la main sur plusieurs places de l'Albigeois, comme l'abbaye de Candeil. En 1188, Richard Cœur de Lion s'empare du comté de Cahors et menace Toulouse. La population de la ville manifeste son soutien au comte : au mois de janvier 1189, celui-ci concède en échange plusieurs droits aux capitouls.

### Fin des hostilités dans le Midi
La menace anglo-aquitaine s'éloigne définitivement en 1189, lorsque meurt Henri II : l'année suivante, son successeur, Richard Cœur de Lion part en croisade. En 1192, alors qu'il rentre de la croisade, il est capturé par le duc d'Autriche Léopold V. À son retour, les relations avec Raymond V se pacifient même complètement : en 1196, le comte de Toulouse marie son fils, Raymond, à la sœur de Richard Cœur de Lion, Jeanne.
Raymond V conforte également son pouvoir en Provence : en 1189, il donne le Diois en fief à Aymar II de Poitiers, qui le réunit au comté de Valentinois. Il conclut une paix ferme avec Alphonse II le 26 janvier 1190, puis avec Roger II Trencavel en 1191.

### Mort
Raymond V meurt à Nîmes en décembre 1194. Il est inhumé dans la cathédrale Sainte-Marie de Nîmes.

## Mariage et enfants
En 1154, Raymond V épouse Constance de France (1128 - 1176), fille du roi de France Louis VI et d'Adèle de Savoie, veuve du comte de Boulogne Eustache. Ils eurent pour enfants :
- Raymond VI (1156 - 1222), comte de Toulouse et marquis de Provence (1196 - 1222) ;
- Albéric Taillefer (vers 1157 - 1183), marié à Béatrice d'Albon, dauphine de Viennois ;
- Adélaïde (1158 - 1200), mariée à Roger II Trencavel, vicomte d'Albi, vicomte de Béziers et de Carcassonne ;
- Baudouin de Toulouse (1165 - 1214 ).

Les deux époux se séparent en 1165. Il est parfois question d'un second mariage avec Rixa de Pologne, veuve de Raimond-Bérenger II, comte de Provence, mais rien ne permet de le confirmer.
Raymond V eut aussi deux enfants illégitimes :
- Pierre Raymond ;
- Indie, mariée à Guillaume, vicomte de Lautrec, puis en 1226 à Bernard II de L’Isle-Jourdain.